# Cours (Rodan)
Cours – gmina we Francji, w regionie Owernia-Rodan-Alpy, w departamencie Rodan. W 2013 roku liczba ludności wynosiła 4593 mieszkańców. 
Gmina została utworzona 1 stycznia 2016 roku z połączenia trzech ówczesnych gmin: Cours-la-Ville, Pont-Trambouze oraz Thel. Siedzibą gminy została miejscowość Cours-la-Ville.